# 文德奈姆
文德奈姆（法語：Vendenheim，法語發音：[vɛndənaim] ⓘ）是法国下莱茵省的一个市镇，属于斯特拉斯堡区。

## 地名
由于语源问题，该地名Vendenheim拼读方式不符合法语正字法，其标准发音为[vɛndənaim]，根据实际发音其中文应译作“文德奈姆”，《世界地名翻译大辞典》与《世界地名译名词典》将其纯按法汉译音表误译作“旺德内姆”。

## 地理
文德奈姆（48°40'3"N, 7°42'47"E）面积15.89 平方千米，位于法国大東部大區阿尔萨斯欧洲集体下莱茵省，斯特拉斯堡市区北部大约12公里。
与文德奈姆接壤的市镇（或旧市镇、城区）包括：贝尔斯泰、布吕马特、埃克韦尔桑、热代尔坦、厄尔特、朗佩尔坦、蒙多尔赛姆、赖什泰特、拉旺策诺。
文德奈姆的时区为UTC+01:00、UTC+02:00（夏令时）。

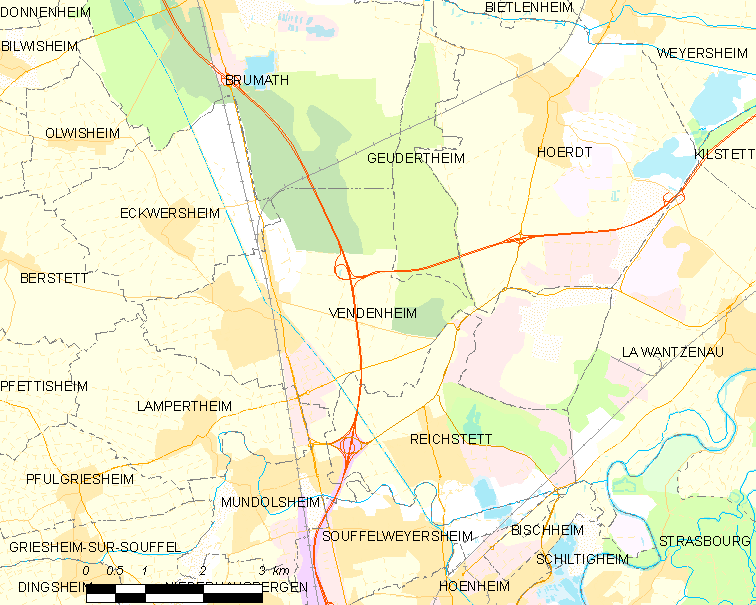
文德奈姆的OSM定位图

## 行政
文德奈姆的邮政编码为67550，INSEE市镇编码为67506。

## 政治
文德奈姆所属的省级选区为布吕马特县。

## 交通
文德奈姆站是该市的一个铁路车站，也是文德奈姆－维桑堡铁路的起点。

## 人口

1962-2008年间文德奈姆人口变化图示

文德奈姆于2022年1月1日时的人口数量为6005人。